# Mamma Mia! Ci risiamo
Mamma Mia! Ci risiamo (Mamma Mia! Here We Go Again) è un film del 2018 scritto e diretto da Ol Parker.
La pellicola è sia prequel che sequel del film Mamma Mia! del 2008 e ripropone le musiche del gruppo svedese ABBA, sulle quali si basa parte della trama.

## Trama
Kalokairi, Grecia. Sono passati cinque anni dagli ultimi avvenimenti e Sophie è agitata per l'inaugurazione del Bella Donna, l'hotel che prenderà il posto del vecchio bed & breakfast materno, e vuole che l'evento sia memorabile.  Sam è l'unico dei tre padri di Sophie che riuscirà a partecipare, essendo Harry e Bill impegnati rispettivamente in una fusione societaria e nel ritiro di un premio. Sky, andato negli Stati Uniti per un apprendistato di sei settimane nel management alberghiero, ha ricevuto una proposta di assunzione e vorrebbe che Sophie si trasferisse assieme a lui. La ragazza però non intende abbandonare l'isola per non infrangere la memoria di sua madre Donna, morta un anno prima. Arrivano invece le immancabili Rosie e Tanya, sofferenti per la perdita di Donna, ma desiderose di aiutare Sophie in un momento così importante. Alla vigilia dell'inaugurazione sull'isola si abbatte un violento uragano che distrugge l'allestimento. Sophie è pronta ad annullare l'evento ma Sam la sprona a non darsi per vinta e ricostruire tutto.
Londra, 1979. La giovane Donna si è appena laureata e ha deciso di vivere in giro per il mondo alla ricerca del proprio destino. La prima tappa del suo viaggio è Parigi, dove in un albergo incontra il giovane bancario Harry. Donna rimane positivamente colpita dalle buone maniere di Harry, il quale le confessa di non aver mai avuto relazioni con le ragazze. Dopo aver trascorso la notte insieme, Donna è rammaricata nel doversi separare da lui perché sente che il fato la sta spingendo in Grecia. Donna perde il traghetto per Kalokairi e chiede aiuto all'aitante skipper svedese Bill. Durante la traversata i due incrociano su una barchetta un uomo di nome Alexio che vuole impedire alla sua amata di sposare un altro uomo. Giunta sull'isola, Donna trova rifugio dentro una casa diroccata appena prima che scoppi una tempesta. Nel fienile della struttura trova un cavallo imbizzarrito e, vagando alla ricerca di aiuto, incontra il giovane Sam che le dà una mano a tranquillizzare l'animale. Sam racconta di trovarsi a Kalokairi per trascorrere un periodo di tranquillità prima di intraprendere la carriera di architetto. Donna si innamora di lui e trascorre l'ultima settimana del ragazzo sull'isola insieme a lui scoprendo però poi che è fidanzato e deve sposarsi una volta tornato nella civiltà. Cacciato via Sam, Donna accoglie le amiche Rosie e Tanya con le quali dà vita al trio Donna and the Dynamos. Donna scopre di essere incinta e non sa chi tra Harry, Bill e Sam sia il padre.
Nel presente, Harry abbandona i negoziati per la cessione della società perché non vuole mancare all'inaugurazione del Bella Donna. Anche Bill ha deciso di esserci, facendosi sostituire dal fratello gemello alla consegna del premio. Harry e Bill si ritrovano al molo, dove però i traghetti sono fermi a causa della tempesta. Il pescatore Alexio riconosce Bill come l'uomo che da giovane lo aiutò a ricongiungersi alla donna che amava e gli offre un passaggio per raggiungere l'isola. Al numeroso gruppo di pescatori festanti si aggiunge Sky, il quale ha deciso di rinunciare al lavoro negli Stati Uniti per stare vicino a Sophie. Durante la festa Sophie ha la nausea perché è rimasta incinta, motivo in più che lega il suo destino a quello della madre. A sorpresa arriva Ruby, madre di Donna e nonna di Sophie, che dopo aver trascurato gli affetti per inseguire la carriera di cantante, ha finalmente deciso di ricongiungersi alla famiglia. Ruby riconosce nel signor Cienfuegos, direttore del Bella Donna, il suo vecchio amore Fernando.
Nove mesi dopo, Sky e Sophie battezzano loro figlio, cui hanno messo il nome di Donny, nella stessa chiesa in cui venticinque anni prima Donna battezzava la neonata Sophie. Durante la cerimonia, a Sophie appare Donna, che dà l'ultimo saluto a lei e al nipotino.

## Produzione

### Cast
Al riconfermato cast precedente si aggiungono Lily James, Jeremy Irvine, Hugh Skinner, Josh Dylan, Alexa Davies e Jessica Keenan Wynn, rispettivamente nei ruoli di Donna, Sam, Harry, Bill, Rosie e Tanya da giovani, insieme a Cher ed Andy García.

### Riprese
Le riprese del film sono iniziate il 12 agosto 2017 in Croazia e si sono svolte anche nell'isola di Lissa. Le scene di canto e ballo con Cher vengono effettuate negli Shepperton Studios nell'ottobre 2017 insieme ad altre sequenze; le riprese sono terminate il 2 dicembre dello stesso anno.

## Colonna sonora
Brani presenti nel film:
1. When I Kissed the Teacher – Donna da giovane, le Dynamos e vice-rettrice
2. One of Us – Sophie e Sky
3. Waterloo – Harry e Donna da giovani
4. Why Did It Have to Be Me? – Bill, Donna e Harry da giovani
5. I Have a Dream – Donna da giovane
6. Kisses of Fire – Lazaros, Tanya e Rosie da giovani
7. Andante, Andante – Donna da giovane
8. The Name of the Game – Donna da giovane
9. Knowing Me, Knowing You – Sam da giovane, Donna da giovane, Sam e Sophie
10. Mamma Mia – Donna da giovane e le Dynamos
11. Angel Eyes – Tanya, Rosie e Sophie
12. Dancing Queen – Sophie, Rosie, Tanya, Sam, Bill e Harry
13. I've Been Waiting for You – Sophie, Rosie e Tanya
14. Fernando – Ruby e Fernando
15. My Love, My Life – Sophie, Donna da giovane e Donna
16. Super Trouper – Ruby, Donna, Rosie, Tanya, Sophie, Sky, Sam, Bill, Harry, Fernando, Donna da giovane, Rosie da giovane, Tanya da giovane, Bill da giovane, Sam da giovane e Harry da giovane

### Canzoni eliminate
Le tracce contrassegnate da (*) sono state tagliate nel film ma sono presenti nella colonna sonora, i motivi contrassegnati da (**) sono presenti nel film ma non sono inseriti nella colonna sonora.
1. I Wonder – Donna da giovane e le Dynamos (*)
2. The Day Before You Came – Donna (*)
3. Thank You for the Music – Sophie (a cappella) (**)
4. S.O.S. – Sam (a cappella) (**)
5. Hasta Mañana – cantata in sottofondo durante la festa (**)
6. Hole In Your Soul – cantata in sottofondo durante la festa (**)

## Promozione
Il primo trailer del film viene diffuso il 21 dicembre 2017.

## Distribuzione
La pellicola è stata distribuita nelle sale cinematografiche statunitensi a partire dal 20 luglio 2018 ed in quelle italiane dal 6 settembre dello stesso anno.

## Accoglienza

### Incassi
Nel primo weekend di programmazione nelle sale statunitensi, il film si posiziona al secondo posto del botteghino incassando 34,4 milioni di $.
Al 10 settembre 2018, il film ha incassato complessivamente 377,3 milioni di $, di cui 119 milioni di $ negli Stati Uniti e 258 milioni di $ nel resto del mondo.

### Critica
Sull'aggregatore Rotten Tomatoes, il film riceve l'80% delle recensioni professionali positive, con un voto medio di 6,3 su 10 basato su 214 critiche, mentre su Metacritic ottiene un punteggio di 60 su 100 basato su 46 critiche.

## Riconoscimenti
- 2018 – Golden Trailer Awards
  - Candidatura per il miglior trailer romantico
- 2018 – People's Choice Awards[15]
  - Candidatura per il film commedia preferito dal pubblico
  - Candidatura per l'attore preferito dal pubblico a Pierce Brosnan
  - Candidatura per l'attrice preferita dal pubblico a Lily James
  - Candidatura per la star comica preferita dal pubblico a Amanda Seyfried
- 2019 – European Film Awards
  - Candidatura per il premio del pubblico

## Sequel
Nel giugno 2020 la produttrice Judy Craymer ha dichiarato che la serie potrebbe concludersi come una trilogia, con un terzo film approvato anche dalla Universal: il progetto doveva entrare in pre-produzione ad inizio 2020 ma a causa della pandemia di COVID-19 è stato sospeso.
Nel 2024 vengono fuori delle notizie a proposito, il film è in fase di pre-produzione.